# 2000 AF255
2000 AF255, também escrito como 2000 AF255, é um objeto transnetuniano que está localizado no cinturão de Kuiper, uma região do Sistema Solar. Este corpo celeste possui uma magnitude absoluta de 5,8 e tem um diâmetro estimado com cerca de 304 km. O astrônomo Mike Brown lista este objeto em sua página na internet como um candidato a possível planeta anão.

## Descoberta
2000 AF255 foi descoberto no dia 6 de janeiro de 2000 pelos astrônomos J. J. Kavelaars e A. Morbidelli.

## Órbita
A órbita de 2000 AF255 tem uma excentricidade de 0,251 e possui um semieixo maior de 48,818 UA. O seu periélio leva o mesmo a uma distância de 36,581 UA em relação ao Sol e seu afélio a 61,056 UA.